# پیلار (بوئنوس آیرس)
پیلار (به اسپانیایی: Pilar) یک منطقهٔ مسکونی در آرژانتین است که در پیلار پارتیدو واقع شده‌است. پیلار ۲۹۶٬۸۲۶ نفر جمعیت دارد و ۱۸ متر بالاتر از سطح دریا واقع شده‌است.